# Morgaro Gomis
Morgaro Lima Gomis (ur. 14 lipca 1985 w Le Blanc-Mesnil) – senegalski piłkarz, występujący na pozycji defensywnego pomocnika w szkockim klubie East Stirlingshire. Były, dwukrotny, reprezentant Senegalu. Posiada także obywatelstwo francuskie.

## Sukcesy

### Klubowe
Dundee United
- Zdobywca Pucharu Szkocji: 2009/2010

Sur SC
- Zdobywca Pucharu Omanu: 2018/2019